# ابراهیم آتیکو
ابراهیم آتیکو (انگلیسی: Ibrahim Atiku؛ زادهٔ ۲۰ مهٔ ۱۹۸۳) بازیکن فوتبال اهل غنا بود.
از باشگاه‌هایی که در آن بازی کرده است می‌توان به باشگاه فوتبال آشوری‌ها، باشگاه فوتبال هاپوئل پتخ تیکوا، و باشگاه فوتبال سوئیندون تاون اشاره کرد.
وی همچنین در تیم ملی فوتبال زیر ۱۷ سال غنا بازی کرده است.